# 吉林漢姆和雷恩漢姆 (英國國會選區)

選區在肯特郡的位置

吉林漢姆和雷恩漢姆（英語：Gillingham and Rainham），英國國會一自治市選區，位於肯特郡梅德韋。
2010年大選是該區首次選舉。保守黨的拉赫曼·奇什第以46.2%選票勝出該區，是首次有保守黨籍的穆斯林當選。另一位保守黨籍穆斯林也在布羅姆斯格羅夫選區當選。